# 亞馬爾半島天坑
亞馬爾半島天坑，又稱西伯利亞巨洞、俄羅斯巨大天坑、末日天坑。2014年起科學家陸續在俄羅斯西北部有「世界盡頭」之稱的亞馬爾半島（Yamal Peninsula）發現多個天坑，截至2016年已發現7個；至今成因未明。

## 發現
2014年7月，俄羅斯西伯利亞被發現一個直徑80公尺、深不可測的天坑，距離當地最大天然氣田約30公里。「北極圈研究中心」與「俄羅斯科學院」派出3位專家前往當地調查，採集泥土、空氣、水等樣本進行化驗；由於該天坑結構脆弱，科學家無法進入內部，僅以攝影機探入其中拍攝，發現天坑底部有一個冰湖。
之後又科學家又在附近找到兩個類似的大洞，直徑15公尺及4公尺，分別位於亞馬爾半島的塔茲河區及克朗索亞克區，科學家預測這些坑洞可能會持續擴大。
至2016年，又發現4个圓柱狀新坑，共計有7個天坑，及圍繞在周圍的數十個較小的坑洞。俄羅斯科學院石油天然氣研究所副所長波哥亞夫蘭斯基（Vasily Bogoyavlensky）表示：初步推估在天坑出現的地區至少還有20到30个坑洞，且根據衛星圖顯示，有些坑洞甚至還在持續「長大」。

## 研究與推測
關於這些天坑形成原因眾說紛紜，有人認為是不明飛行物體（UFO）造成。也有人認為是隕石造成，但俄羅斯緊急事務部發言人否認了隕石墜落的說法。
科學家安娜·庫查托瓦（Anna Kurchatova）表示，這些天坑的形成可能是全球暖化導致凍土層融化，造成地表下的甲烷被釋放出來，進而引發大爆炸。